# Металургійний комбінат у Сухарі
Металургійний комбінат у Сухарі — підприємство чорної металургії Оману, яке діє на півночі країни у індустріальній зоні Сухар та належить компанії Jindal Shadeed Iron and Steel (JSIS).
Проєктом, що мав щорічно випускати 1,5 млн тонн заліза прямого відновлення, первісно опікувалась через Shadeed Iron and Steel компанія Al Ghaith Holdings (Об'єднані Арабські Емірати). Вона планувала ввести завод в дію у 2008-му, проте в підсумку не спромоглась зробити це і в 2010-му продала його індійській Jindal Steel and Power, що очікувала запустити виробництво протягом року. Новий інвестор дійсно зміг завершити проект, при цьому наразі його продуктивність рахується на рівні у 1,8 млн тонн на рік.
У 2014—2015 роках майданчик перетворили на комбінат повного циклу, для чого ввели в дію:
- електродугову піч ємністю 200 тонн, яка дозволяє випускати 2,4 млн тонн сталі на рік;
- піч-ківш та установку вакуумної дегазації ємністю по 200 тонн;
- машини безперервного виливу для продукування сортової заготовки та блюмів;
- прокатний стан для випуску арматури діаметром від 8 мм до 40 мм продуктивністю 1,4 млн тонн на рік.
Гарячобрикетоване залізо з установки прямого відновлення може подаватись по спеціальному конвеєру просто до сталеплавильної печі, що дозволяє підвищити енергетичну ефективність. Так само машина безперервного виливу заготовок може передавати продукцію напряму на прокатний стан, що дозволяє оптимізувати витрати на печах розігріву.
Для отримання сировини та вивезення продукції підприємство має два причали в порту Сухар із загальною довжиною причальної стінки 600 метрів, які здатні приймати судна дедвейтом до 180 тисяч тонн та осадкою 19 метрів.
Мідрекс-процес потребує великих обсягів природного газу, що надходить по трубопроводу Сайх-Равл — Фахуд — Сухар.
Більшість виготовленого на підприємстві прокату споживається в Омані, Об'єднаних Арабських Еміратах (сюди поставки можуть відбуватись також по автомагістралі Маскат — Дубаї) та Саудівській Аравії.
Можливо відзначити, що в індустріальній зоні Сухар діє завод з виготовлення котунів компанії Vale Oman Pelletizing Company, що є важливим постачальником для JSIS. При цьому в 2022-му Jindal Shadeed Iron and Steel оголосила про наміри створити власне виробництво котунів. Водночас план будівництва другого модулю прямого відновлення стримувався нестачею ресурсу природного газу.